# Peter Juling
Peter Juling (* 1. Juli 1931 in Berlin) ist ein deutscher Journalist, Publizist und liberaler Politiker, der vor allem im Umfeld der Freien Demokratischen Partei (FDP) gewirkt und publiziert hat. Er lebt in Bonn.

## Leben
Der aus Pankow stammende und in der Sowjetischen Besatzungszone resp. DDR wohnende Juling trat im Oktober 1949 der (West-)Berliner FDP bei und nahm kurz darauf ein Diplom-Studium der Politikwissenschaft an der Deutschen Hochschule für Politik auf, das er 1955 erfolgreich abschloss. Nach einem Berufseinstieg als Journalist mit verschiedenen Stationen wurde Juling 1962 in Bonn Redakteur der FDP-Wochenzeitung Das freie Wort. Als diese 1964 eingestellt wurde, wechselte er als politischer Redakteur zur Braunschweiger Zeitung, um nach einer Zwischenstation mit Pressearbeit für die EKD in Gütersloh 1972 wieder als Pressereferent und Referent für innerdeutsche Beziehungen in die FDP-Bundesgeschäftsstelle zurückzukehren. Bundesinnenminister Werner Maihofer berief Juling Ende 1975 zum Hilfsreferenten in der Öffentlichkeitsarbeit seines Ministeriums, ehe dieser zum Jahreswechsel 1976/77 als leitender Redakteur der Zeitschrift Das Parlament bei der Bundeszentrale für Politische Bildung eingestellt wurde. In dieser Position blieb Juling bis zum Eintritt in den Ruhestand im Herbst 1991.
Politisch engagierte sich Juling vor allem in den Vorfeldorganisationen der FDP: So war er Mitglied im Liberalen Studentenbund Deutschlands, den er auch im Hochschulparlament der Freien Universität Berlin vertrat. Zudem wirkte er bei den Deutschen Jungdemokraten und vor allem im Verband Liberaler Akademiker, in dessen Präsidium er von 1961 bis 1963 und von 1969 bis 1973 saß und dem er von 1977 bis 1979 als Präses vorstand. Darüber hinaus beriet er über viele Jahre Bundesfachausschüsse der FDP sowie die Kirchenkommission der Partei.
Juling gehörte von 1977 bis 1990 dem Beirat der Friedrich-Naumann-Stiftung an und war außerdem Mitglied des Kuratoriums der Wolf-Erich-Kellner-Gedächtnisstiftung.

## Veröffentlichungen  (Auswahl)
- Programmatische Entwicklung der FDP 1946 bis 1969. Einführung und Dokumente. Verlag Anton Hain, Meisenheim am Glan 1977, ISBN 3-445-01529-5.
- als Hrsg.: Was heißt heute liberal? Bleicher, Gerlingen 1983, ISBN 3-921097-37-1.
- Karl-Hermann Flach. Der Dritte Weg – die liberale Reform. In: Claus Hinrich Casdorff (Hrsg.): Demokraten. Profile unserer Republik. Athenäum, Königstein 1983, ISBN 3-7610-8263-0, S. 132–142.
- mit Gerhart Baum: Das Auf und Ab der Liberalen von 1848 bis heute. Bleicher, Gerlingen 1983, ISBN 3-88350-007-0.
- Treffendes über Politik. Eine politische Zitatensammlung von A bis Z. Bleicher, Gerlingen 1983, ISBN 3-88350-386-X.
- mit Ella Barowsky (Hrsg.): Hans Reif – Liberalismus aus kritischer Vernunft. Vermächtnis eines freiheitlichen Demokraten und Europäers. Nomos, Baden-Baden 1986, ISBN 3-7890-1298-X.
- Kultur-Mosaik. Zitate von A bis Z. Bleicher, Gerlingen 1994, ISBN 3-88350-370-3.
- mit Volker Erhard, Ulrich Josten und Wolfgang Möhring (Hrsg.): Einsatz für Freiheit und Demokratie. Beiträge zur Geschichte des Liberalen Studentenbundes Deutschlands (LSD). Bussert & Stadeler, Jena/Quedlinburg 2001, ISBN 3-932906-31-4.